# Neis cordigera
Neis cordigera är en kammanetart som beskrevs av René-Primevère Lesson 1843. Neis cordigera ingår i släktet Neis, och familjen Beroidae. Inga underarter finns listade i Catalogue of Life.